# 布西 (上萨瓦省)
布西（法語：Boussy，法語發音：[busi]）是法国上萨瓦省的一个市镇，属于阿讷西区。

## 地理
布西（45°51'22"N, 5°58'59"E）面积5.23 平方千米，位于法国奥弗涅-罗讷-阿尔卑斯大区上萨瓦省，该省份为法国东部省份，历史上为薩伏依的一部分，北与瑞士接壤，西接安省，南至萨瓦省，东与瑞士和意大利接壤。
与布西接壤的市镇（或旧市镇、城区）包括：马尔塞拉阿尔巴奈、马里尼-圣马塞尔、呂米伊、圣西尔韦斯特、萨勒。
布西的时区为UTC+01:00、UTC+02:00（夏令时）。

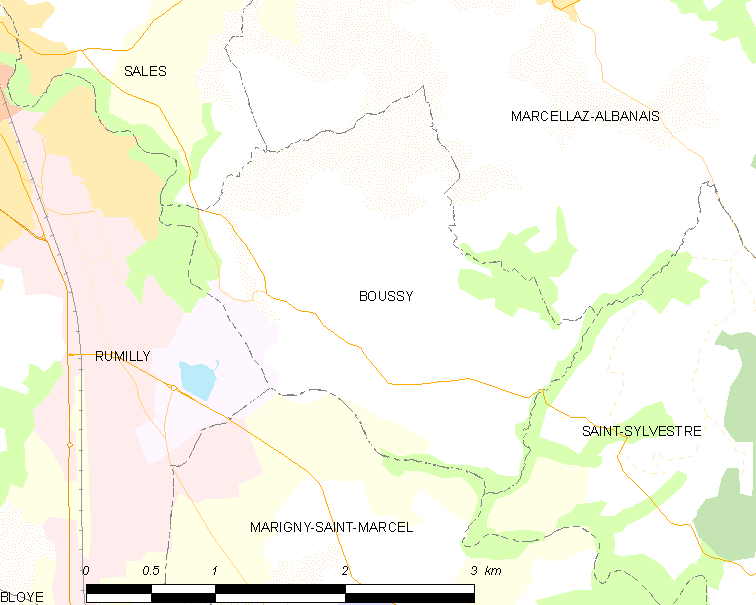
布西的OSM定位图

## 行政
布西的邮政编码为74150，INSEE市镇编码为74046。

## 政治
布西所属的省级选区为吕米伊县。

## 人口

1962-2008年间布西人口变化图示

布西于2022年1月1日时的人口数量为511人。